# Arthur Ernest Percival
Pour les articles homonymes, voir Percival.
Arthur Ernest Percival, né le 26 décembre 1887 et mort le 31 janvier 1966, était un lieutenant-général britannique. Durant la Seconde Guerre mondiale, il fut commandant de l'armée britannique et de l'armée du Commonwealth lors des batailles de Malaisie et de Singapour.
Lors des affrontements avec l'Armée impériale japonaise, pourtant inférieure en nombre, Percival choisit de capituler le 15 février 1942 ce qui constitua d'après Winston Churchill « le pire désastre et la capitulation la plus importante de l'histoire britannique ». L'évènement fragilisa également la présence britannique à l'est de l'Asie. D'après John George Smyth, la défense en Malaisie était défectueuse depuis plusieurs années déjà avec des troupes inexpérimentées et mal équipées. Eu égard à ces éléments, le commandement de Percival ne pouvait être complètement remis en cause.
Percival est emprisonné par les Japonais en divers endroits : Singapour, Taïwan ainsi qu'en Mandchourie. Il rejoint un autre captif haut-gradé, le général américain Jonathan Wainwright, dans un camp situé à Shenyang. Libéré peu avant la fin de la guerre, il signe au nom du Royaume-Uni les actes de capitulation du Japon à bord de l'USS Missouri le 2 septembre 1945.
L'Ordre du Bain est décerné à Percival, ainsi que l'Ordre du Service distingué. Il est également nommé officier de l'ordre de l'Empire britannique, du Très vénérable ordre de Saint-Jean. Il reçoit une Military Cross pour son service et se voit attribuer le grade honorifique de lieutenant-député.

## Biographie

### Scolarité
Arthur Ernest Percival nait le jour du Boxing Day à Aspenden Lodge (Aspenden) près de Buntingford dans l'Hertfordshire. Il est le deuxième fils d'Alfred Reginald et Édith Percival (née Miller). Percival suit sa scolarité à Bengeo puis en 1901 il est envoyé à la Rugby School avec son frère, plus doué pour les études. Élève moyen et qualifié de « not a good classic » par un professeur, il apprend le grec ancien et le latin. La seule qualification de Percival lors de son départ en 1906 était le certificat de l'école secondaire. Plus à l'aise dans les disciplines sportives, Percival jouait du tennis, du cricket et participait à des épreuves de cross-country. C'est en tant que « colour sergeant », un grade attribué par le Volunteer Rifle Corps de l'école qu'il touche pour la première fois à la discipline. Sa carrière militaire débuta toutefois bien plus tard. Percival est aussi membre du Youngsbury Rifle Club et travaille à partir de 1907 en tant qu'assistant dans une compagnie minière, la Naylor, Benzon & Company Limited basée à Londres.

### Première Guerre mondiale

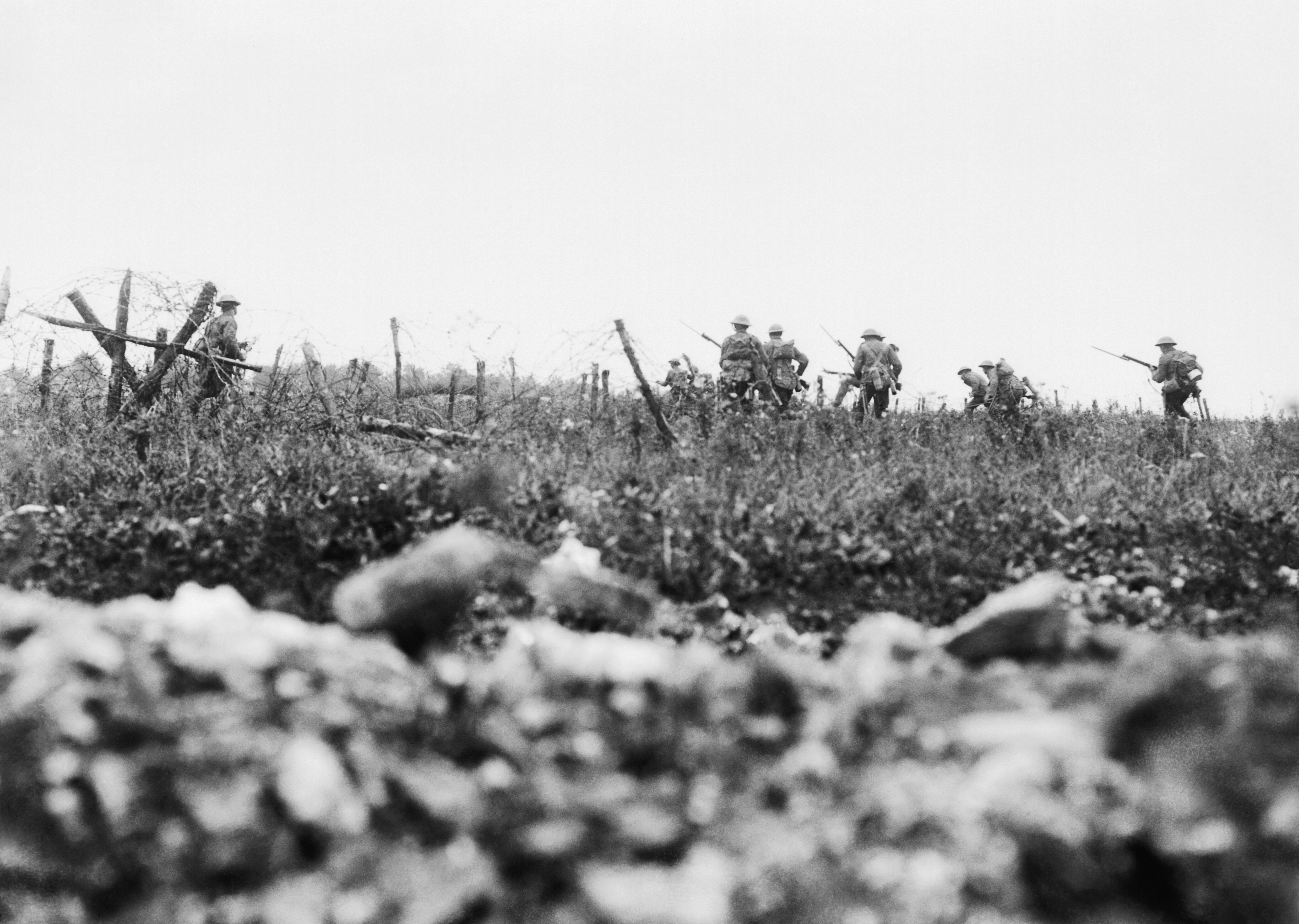
L'assaut sur Thiepval, le 7 août 1916.

Percival s'engagea dès le premier jour de la guerre en tant que soldat à l'Officer Training Corps de l'Inns of Court. Après cinq semaines de formation préliminaire, il est nommé second lieutenant. À peu près un tiers de ses camarades de l'époque allaient mourir durant le conflit. L'année suivante, Percival est envoyé en France avec le 7e bataillon du régiment de Bedfordshire. Celui-ci est intégré dans la 54e brigade de la 18e division en février 1915. Percival participe à la bataille de la Somme qui débuta le 1er juillet 1916. Il reste indemne durant l'été mais est grièvement blessé par du shrapnel à quatre reprises pendant le mois de septembre. Percival était alors à la tête d'une compagnie qui menait des opérations contre le Schwaben Redoubt, une fortification allemande dans la région de Thiepval. Il est décoré de la Military Cross pour son commandement lors de l'assaut
Percival continue sa convalescence à l'hôpital et poursuit son service en tant que capitaine au sein du régiment de l'Essex en octobre 1916. En 1917, il est nommé à la tête d'un bataillon avec le rang temporaire de lieutenant-colonel. Lors de l'offensive allemande de la Seconde bataille de la Marne, Percival mène une contre-attaque qui évite à une unité française d'artillerie d'être capturée. Ce fait de guerre lui vaut d'être décoré de la Croix de Guerre. En mai 1918, il commande brièvement la 54e brigade. L'Ordre du Service distingué lui est décerné avec une mention faisant état de sa « force de commandement et ses connaissances tactiques ». Il termine la guerre avec la réputation d'un militaire brillant et « très efficace ». On[Qui ?] lui propose d'intégrer le Staff College de Camberley.

## Entre deux-guerres

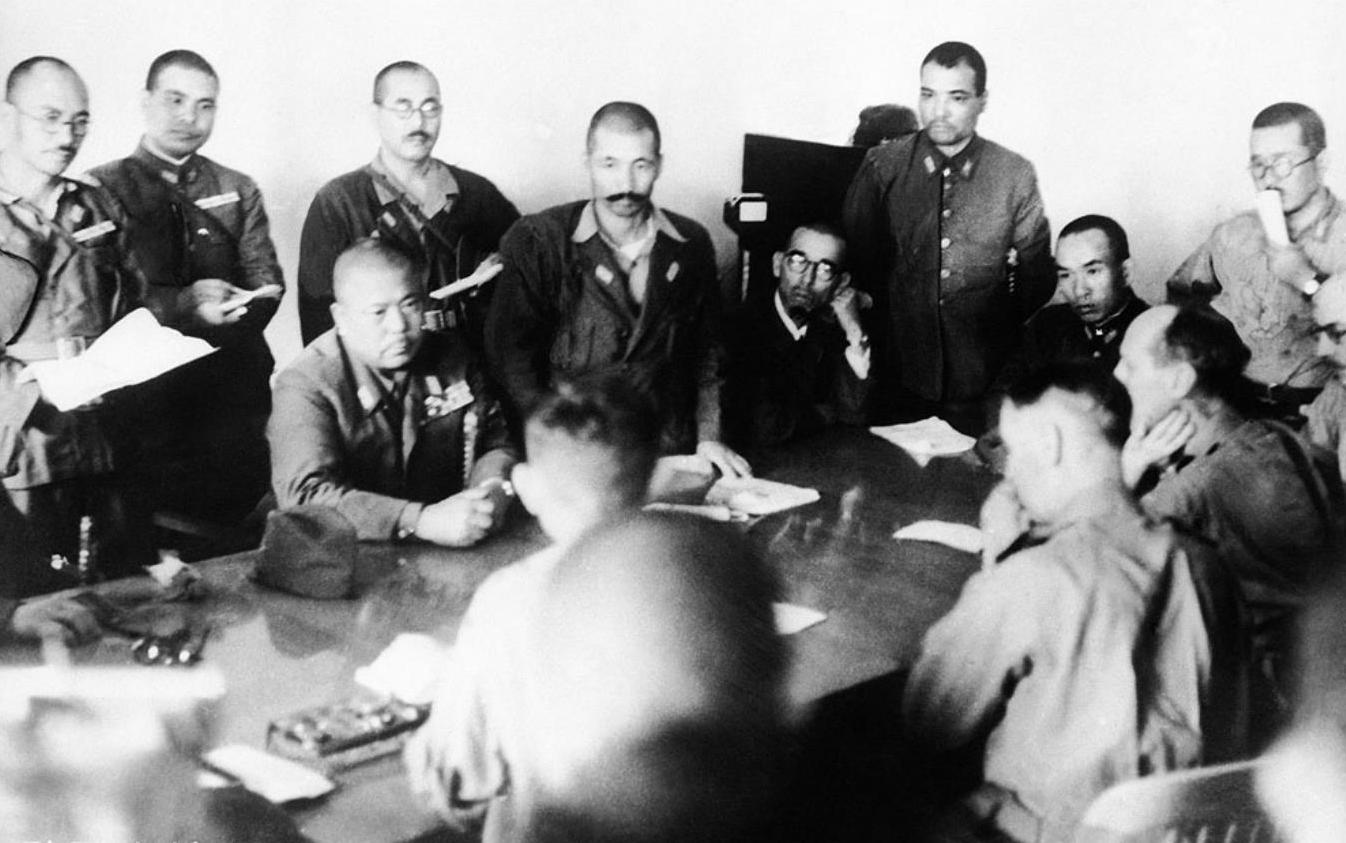
Le général Percival négociant la reddition avec le général japonais Yamashita

### Russie
Les études de Percival sont repoussées lorsqu'il décide en 1919 de s'engager comme volontaire pour la mission britannique envoyée en Russie lors de la Révolution russe. Il est nommé major et vice-commandant du 46e régiment des fusiliers royaux. L'opération Gorodok qu'il mène le long de la Dvina permet de capturer 400 bolcheviks. Il est récompensé pour son commandement par une deuxième barre ajoutée à sa médaille du Distinguished Service Order.

### Irlande
En 1920, Percival est incorporé dans une compagnie qu'il commande avant de devenir l'officier de renseignement du 1er bataillon, le régiment Essex à Kinsale en Irlande. Cette unité affronte l'IRA lors de la Guerre d'indépendance irlandaise qui s'achève en 1921.

#### Accusations de torture
Percival développe des compétences dans la contre-guérilla mais il gagne également une mauvaise réputation auprès des Irlandais. Considérées comme brutales, les méthodes déployées par Percival font l'objet d'une polémique. Après le meurtre d'un sergent de la Royal Irish Constabulary (force de police irlandaise) en juillet 1920, il capture Tom Hales, le commandant de la brigade de West Cork et Patrick Harte, l'intendant de cette brigade. Percival est nommé officier de l'ordre de l'Empire britannique pour cette action qui reste controversée.
Percival mène les interrogatoires qui permettent d'en savoir plus sur l'armée républicaine mais des doutes sont émis quant au traitement réservé par ses hommes aux prisonniers. Selon le livre de Tim Pat Coogan consacré à Michael Collins, la torture avait été utilisée. Hales et Harte aurait été soumis à plusieurs supplices : dénudés puis battus à coups de crosse, leurs ongles arrachés avec des pinces. Devant la résistance des prisonniers, les Anglais continuent à les battre. Une photo montre Tom Hales forcé de brandir l'Union-Jack,. Il s'en sort mais Harte a moins de chance. Avec de graves séquelles neurologiques, il est envoyé dans un hôpital psychiatrique où il décèdera.
L'IRA met à prix la tête de Percival, 1 000 £, le qualifiant de responsable de l'« escadron de torture du bataillon de l'Essex ». Il échappe de justesse à une tentative d'assassinat en modifiant son agenda pour cette journée à la dernière minute. Une seconde tentative a lieu à Londres en mars 1921 mais les tueurs sont forcés de fuir lorsque la police découvrit leurs intentions. De retour en Irlande, Percival mène une opération qui allait aboutir à la mort de l'un des membres du commando de Londres.
Bernard Montgomery sert en Irlande dans la même brigade que Percival. Les deux hommes font connaissance et s'échangent par la suite des lettres au sujet de cette guerre civile. David Lloyd George et Winston Churchill rencontrent Percival en 1921 alors qu'il était appelé comme expert/témoin dans le cadre d'une enquête concernant la guerre anglo-irlandaise.

### Officier d'état-major
Entre 1923 et 1924 Percival étudie au Staff College à Camberley. L'établissement est alors commandé par le général Edmund Ironside. L'un de ses professeurs, J.F.C. Fuller, allait 25 ans plus tard faire partie des quelques critiques positifs du livre The War in Malaya. Les compétences de Percival, tant sportives qu'intellectuelles, impressionnent ses instructeurs qui le sélectionnent parmi 8 autres élèves pour une promotion rapide. Après une élévation du grade au rang de major au sein du régiment de Cheshire, il passe quatre ans dans le régiment du Nigeria de la Royal West African Frontier Force en tant que chef d'état-major.
En 1930, Percival poursuit ses études durant une année au Royal Naval College de Greenwich. De 1931 à 1932, il est officier de niveau 2 à l'état-major général et est instructeur au Staff College. Le commandant du College, le général John Dill devient le mentor de Percival pour les dix années à venir et lui permet de gravir les échelons de la hiérarchie militaire. Dill considérait Percival comme un officier prometteur et écrit qu'il avait une « capacité hors du commun, de larges connaissances militaires, un bon jugement et qu'il était un travailleur très rapide et précis ». Il ajouta qu'il n'avait pas « tout à fait une grande présence et que l'on pouvait à ce titre ne pas apprécier son travail exceptionnel lorsqu'on le rencontrait pour la première fois ». Avec l'appui de Dill, Percival est nommé commandant du 2e bataillon du régiment de Cheshire. Il effectue ce mandat entre 1932 et 1936, initialement sur l'île de Malte. En 1935, il s'inscrit à l'Imperial Defence College.
Percival est nommé colonel. De 1936 à 1938, il est envoyé en Malaisie avec le titre d'officier de niveau 1 de l'état-major du général William Dobbie alors chargé de la péninsule. Durant cette période, il analyse la situation de Singapour qu'il ne considérait plus comme une forteresse isolée. Il entrevoit la possibilité d'une invasion japonaise en Thaïlande pour « cambrioler la Malaisie par une porte dérobée ». Il demande également à ce qu'une évaluation des risques d'une attaque sur Singapour depuis le nord ait lieu. Cette requête est envoyée au bureau de la Guerre et Percival dira plus tard que ce plan était similaire à l'attaque japonaise de 1941. Il soutient un plan, non-exécuté, de Dobbie qui prévoyait la mise en place d'une défense fixe au sud de l'État de Johor. En mars 1938, Percival retourne en Grande-Bretagne où il est promu brigadier de l'état-major général au commandement d'Aldershot.

### Famille
Le 27 juillet 1927, Percival épouse Margaret Elizabeth Betty MacGregor (décédée en 1956) à l'église Holy Trinity de West Brompton. Ils s'étaient rencontrés en Irlande et ont eu deux enfants : Dorinda Margery née à Greenwich, par la suite devenue Lady Dunleath et Alfred James MacGregor, né à Singapour et militaire. La famille était financièrement à l'aise et à la mort de Percival, son héritage était estimé à 102 515 £, une somme très confortable en 1966.

## Seconde Guerre mondiale
Percival est nommé brigadier à l'état-major général du 1er Corps de la Force expéditionnaire britannique commandée par le général Dill entre 1939 et 1940. Il reçoit ensuite le grade de major général et en février 1940, il devient brièvement officier général au commandement de la 43e division d'infanterie (division Wessex). Il sert comme chef-assistant de l'état-major impérial général en 1940 auprès du bureau de la Guerre mais demande à être transféré pour un commandement actif après l'évacuation de Dunkerque. À la tête de la 44e division d'infanterie, il passe 9 mois à organiser la défense de la côte anglaise en cas d'invasion. Il est fait compagnon de l'Ordre du Bain en 1941.

### Général commandant en Malaisie

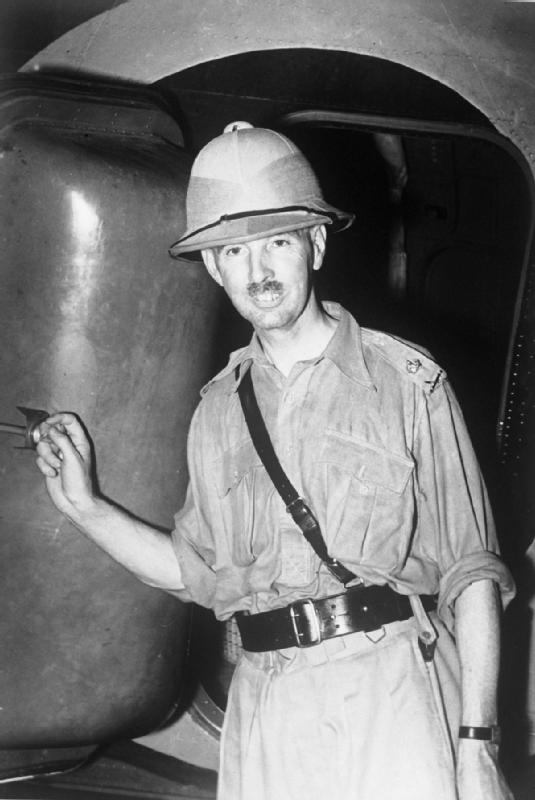
Percival lors de son arrivée en Malaisie.

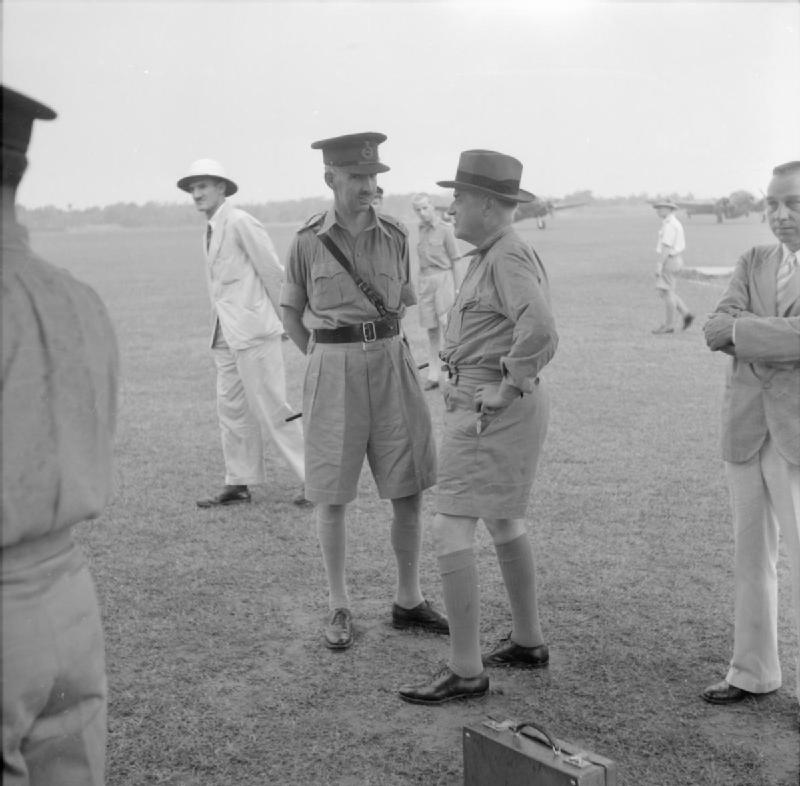
Percival accueillant l'envoyé américain Averell Harriman sur l'aérodrome de Sembawang, le 30 octobre 1941.

En mai 1941, Percival est temporairement promu au rang de lieutenant-général. Il reçoit le commandement de la Malaisie. Il s'agissait d'un évènement important pour lui car il n'avait encore jamais commandé un corps complet de l'armée. Il quitte la Grande-Bretagne à bord d'un hydravion Short Sunderland et entreprend un périple ardu d'environ deux semaines. Il effectue plusieurs étapes : Gibraltar, Malte, Alexandrie où il est retardé par la guerre anglo-irakienne, Bassorah, Karachi et Rangoon où il est pris en charge par un transporteur de la RAF.
Percival est toutefois dubitatif quant à son engagement, il écrira par la suite : 

« En me rendant en Malaisie, j'ai réalisé qu'il y avait un danger double à savoir d'être laissé dans un commandement inactif durant plusieurs années si la guerre n'éclatait pas à l'est, ou alors si elle éclatait, de me retrouver impliqué dans une affaire plutôt délicate avec des forces inadéquates comme on en trouve dans les zones les plus distantes de notre Empire au début d'une guerre. »

Durant la plus grande partie du conflit, les plans défensifs pour la Malaisie étaient centrés sur l'envoi d'une flotte de la marine à la base nouvellement construite à Singapour. En conséquence, le rôle de l'armée était de défendre Singapour et le sud de Johor. Si ce plan paraissait logique dans une configuration où les bases japonaises étaient éloignées de plus de 2 500 kilomètres, l'extension des territoires japonais changea la donne. L'armée nipponne s'était emparée de la partie septentrionale de l'Indochine et la signature du pacte tripartite en septembre 1940 avait laissé entrapercevoir les difficultés défensives à venir. On[Qui ?] proposa alors d'utiliser la RAF en lieu et place de la marine afin de défendre la Malaisie, au moins jusqu'à ce que des renforts arrivent depuis la Grande-Bretagne. Des terrains d'aviation furent construits dans ce but au nord de la Malaisie et le long de sa côte est. Les unités de l'armée furent réparties autour de la péninsule afin de protéger ces installations.

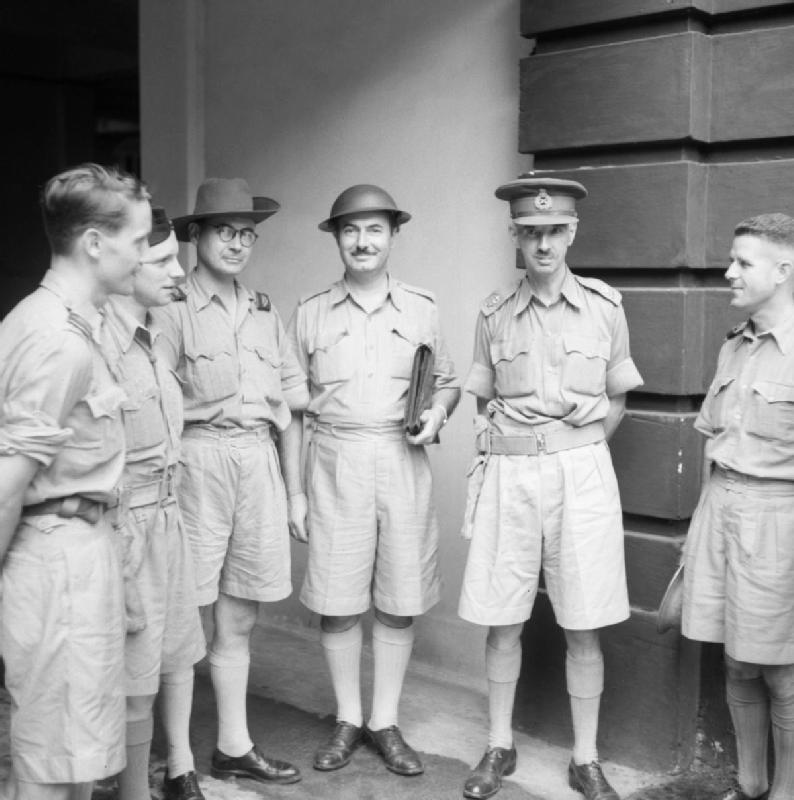
Percival (deuxième depuis la droite) au côté de correspondants de guerre à Singapour peu avant la capitulation (photo prise vers fin janvier 1942).

À son arrivée, Percival décide de s'occuper de l'entraînement de cette armée inexpérimentée avec en particulier des troupes indiennes qui nécessitaient un suivi plus poussé. La plupart des officiers expérimentés avaient été incorporés au sein de la nouvelle armée indienne qui était en cours d'expansion. En s'appuyant sur des avions commerciaux de la Volunteer Air Force pour suppléer les avions de la RAF qui étaient en nombre insuffisant, Percival met en place la défense autour de Jitra. Un manuel d'instruction tactique, Tactical Notes on Malaya, est approuvé par le général et distribué à toutes les unités.

### Attaque japonaise et reddition britannique
À partir du 8 décembre 1941, qui voit l'attaque japonaise, Arthur Percival organise la défense de la Malaisie britannique, mais ses troupes et les renforts australiens sont débordés. Le 27 janvier, il décide la retraite sur Singapour, où il capitule finalement le 15 février 1942. La Stratégie de Singapour devant permettre la défense des colonies britanniques d'Asie de l'Est est en échec.

## Bilan de la carrière militaire
En 1918, Percival avait été décrit comme un homme « mince, à la voix douce, avec une réputation avérée pour le courage et l'organisation » mais en 1945, cette description le rattrape avec ses partisans qui disaient de lui qu'il avait « quelque chose d'un pétard mouillé ». La chute de Singapour transforme la réputation de Percival, trop lisse et insuffisamment agressif aux yeux de certains, même si ses autres qualités ne sont pas remises en question. Son physique est la cible des caricatures : mince, élancé avec une petite moustache et des dents en avant. Le général n'était de plus pas considéré comme un bon orateur et manquait du charisme nécessaire pour affronter publiquement l'ampleur du désastre en Malaisie.
Les collaborateurs de Percival portent également leur part de responsabilité. Robert Brooke-Popham, le commandant en chef du British Far East Command empêche Percival de lancer l'opération Matador dans les temps. Par cette retenue, Brooke-Popham voulait éviter de déclencher la guerre. Mais il avait aussi ses détracteurs qui ne manquaient pas de le fustiger : manque de clairvoyance, désintérêt durant les réunions et absence de réclamations appuyées pour des renforts aériens en Malaisie. L'amiral Tom Phillips ne pensait pas que des avions soient capables de détruire plusieurs navires. Sans couverture aérienne, il lance la Force Z composée de deux cuirassés et de quatre destroyers dans l'interception des Japonais. Mais ceux-ci découvrent la flotte grâce à leur sous-marin I-65 et contre-attaquent avec leurs avions en coulant les deux cuirassés. Phillips perd la vie lors de cette expédition du 10 décembre 1941.
Percival rencontre des difficultés avec ses subordonnés, dont Sir Lewis Heath dit « Piggy », le commandant du 3e corps indien, et Henry Gordon Bennett, le commandant de la 8e division australienne. Heath avait été un supérieur de Percival avant que celui-ci ne devienne commandant en Malaisie, et cette inversion de pouvoir est difficile à gérer. Bennett était de nature indépendante. Sûr de lui, il faisait aussi entièrement confiance à ses troupes australiennes. Son retour en Australie après le départ précipité de Singapour lors de la capitulation, est cependant perçu de manière mitigée.
Percival avait le dernier mot quant aux hommes qui servaient sous ses ordres et avait émis le désir de remplacer ses cadres si leurs capacités n'étaient pas optimales. Il déboute le brigadier Ivan Simson, commandant le Génie, qui recommande à plusieurs reprises la construction d'une défense fixe à Johor ou sur la côte nord de Singapour. Malgré le gros potentiel formé par les 6 000 « sapeurs »  sous ses ordres, Percival répondra : « les défenses sont mauvaises pour le moral, à la fois pour la troupe et les civils ». Ces constructions auraient néanmoins pu s'avérer utiles pour contrer, ou au moins limiter, l'engagement des 200 chars japonais.
Percival insiste aussi pour défendre en priorité la côte nord-est de Singapour, alors que le général Archibald Percival Wavell, commandant suprême des forces alliées dans le sud-est asiatique, préconisait une autre solution. Percival était peut-être focalisé sur la base navale de Singapour qui était sous sa responsabilité. Il déploie ses forces de manière éparse autour de l'île et conserve quelques unités en réserve. Quand les Japonais lancent l'attaque à l'ouest, la 22e brigade australienne engage le combat. Percival refuse alors d'envoyer des renforts, en pensant que la véritable attaque allait se produire au nord-est.

### Captivité

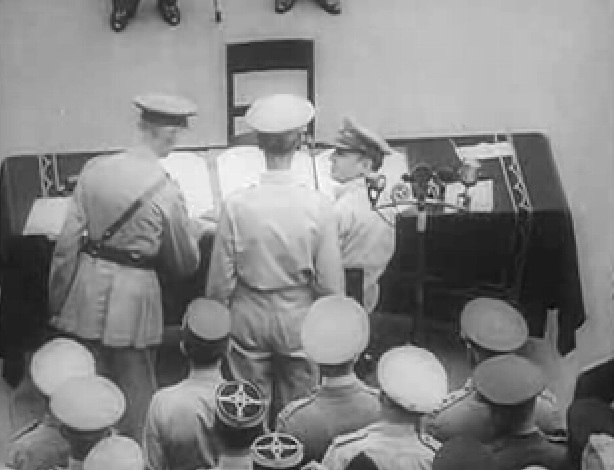
Douglas MacArthur donne l'un de ses stylos à Percival lors de la signature des documents de capitulation du Japon le 2 septembre 1945. À côté de Percival, le général Wainwright.

Percival fut brièvement détenu à la prison de Changi, où le « commandant vaincu s'asseyait la tête entre les mains, en dehors des quartiers qu'il partageait maintenant avec 7 brigadiers, un colonel, son aide-de-camp et un sergent cuisinier. Il discutait de ses sentiments avec quelques-uns, passait des heures à marcher autour du complexe, en ruminant sur ce qui s'était passé et ce qui aurait pu se passer ». En espérant améliorer la discipline, il reconstitua un commandement de la Malaisie au complet, avec les grades et les fonctions idoines. Il occupait également ses compagnons avec des cours sur la bataille de France.
Avec d'autres prisonniers britanniques haut-gradés, il est déplacé de Singapour en août 1942 et interné à Taïwan puis envoyé en Mandchourie. À Hsian, à environ 150 kilomètres au nord-est de Mukden, il côtoie une dizaine d'autres prisonniers importants, dont le général américain Jonathan Wainwright. Vers la fin de la guerre, une équipe de l'OSS récupéra les prisonniers. Wainwright et Percival furent amenés peu de temps après à signer l'acte de capitulation du Japon à bord de l'USS Missouri, le 2 septembre 1945. Lors de la cérémonie, MacArthur donne à Percival l'un des stylos qu'il avait utilisé pour signer le document.
Percival et Wainwright retournent ensemble aux Philippines pour assister à la reddition de l'armée japonaise basée dans l'archipel et commandée par le général Yamashita, celui-là même qui avait forcé Percival à capituler. Le « tigre de Malaisie » est momentanément surpris de voir son ancien prisonnier. Le drapeau blanc qui avait été mené par le groupe de Percival trois ans plus tôt est également le témoin de ce renversement de situation. Il est hissé lorsque les Japonais rendent officiellement Singapour à Lord Mountbatten.

## Retraite
Percival retourne en Grande-Bretagne en septembre 1945 pour rédiger son rapport au bureau de la Guerre mais celui-ci n'est publié qu'en 1948. Il prend sa retraite en 1946 avec le grade honorifique de lieutenant-général mais avec une rente de major-général.
Il eut plusieurs autres fonctions en rapport avec le comté du Hertfordshire où il vécut à Widford. Il est nommé colonel honoraire du 479e régiment de l'armée territoriale entre 1949 et 1954, et fut lieutenant-député du Hertfordshire en 1951. Il entretient des liens avec le régiment de Cheshire pour lequel il obtient le grade de colonel entre 1950 et 1955. Son fils, le brigadier James Percival, est colonel de ce régiment entre 1992 et 1999.
Si le général Wainwright est acclamé lors de son retour aux États-Unis, il n'en est pas de même pour Percival qui est critiqué pour ses décisions en Malaisie. Ses mémoires, The War In Malaya, sont publiées en 1949 mais ne réussissent pas à faire taire ses détracteurs. Contrairement aux pratiques habituellement appliquées pour un lieutenant-général, Percival n'est pas déclaré chevalier.
Il est nommé président à vie de la Far East Prisoners of War Association (FEPOW) qui demande des compensations financières pour les prisonniers de guerre et obtient 5 millions de livres à partir d'avoirs japonais gelés. Cette somme est distribuée par la FEPOW Welfare Trust dont Percival était le président.
En 1957, il conteste la version de l'histoire relatée dans le film Le Pont de la rivière Kwaï, obtenant l'ajout d'un message indiquant qu'il s'agissait d'une œuvre de fiction. Il œuvre comme président de la Croix-Rouge du Hertfordshire et est nommé officier de l'ordre de Saint-Jean de Jérusalem en 1964.
Arthur Percival meurt le 31 janvier 1966 à l'âge de 78 ans à l'hôpital King Edward VII (en) pour les officiers, à Westminster et est enterré à Hertfordshire. L'ancien évêque de Singapour, Leonard Wilson, dirige la cérémonie qui eut lieu à St Martin-in-the-Fields.